# Ford Mustang I
Pour les articles homonymes, voir Ford Mustang (homonymie).
La Ford Mustang Concept I est une voiture de sport concept car roadster, du constructeur automobile américain Ford, présentée sur le circuit de Watkins Glen International de l'État de New York en 1962,.
Présentée la même année que la Ford Cougar 406 Concept, elle précède les Ford Mustang II (concept car) (en) (1963), Ford Cougar Concept II (1964), Ford GT40 (1964), Shelby GT 500 (1964), et Ford Mustang (1965)...

## Conception et développement
La Ford Mustang originale était un produit du groupe Fairlane, un comité de directeurs de Ford dirigé par Lee Iacocca. Le groupe Fairlane a travaillé sur les nouveaux besoins de produits et, à l'été 1962, le groupe a posé les bases d'une nouvelle voiture de sport. Le constructeur automobile a fait une "offre provisoire pour combler le vide entre les karts et la Corvette" ainsi que pour concourir en catégorie 9 de la FIA (catégorie G de la SCCA)". Popular Mechanics l'a comparé aux voitures de sport importées MG 1600 Mark II et Sunbeam Alpine Series II.
Ce concept car est conçu par les designers Ford Eugene Bordinat (en), Roy Lunn (en), et John Najjar (en).
Le designer Eugène Bordinat a imaginé une voiture de sport à bas prix qui combinerait maniabilité, performances et apparence dans une configuration radicale. Un designer de Ford, Philip T. Clark, travaillait depuis des années sur le design de la Mustang surbaissée sous des formes variées. Bordinat a coordonné le développement du style et il a supervisé les premiers dessins dans un modèle en argile en trois semaines. Un empattement de 90 pouces (2 286,0 mm), une voie avant de 48 pouces (1 219 mm) et une voie arrière de 49 pouces (1 245 mm) étaient les dimensions de travail. La carrosserie était une unité monobloc rivetée à un cadre spatial. Pour augmenter la rigidité, les sièges faisaient partie de la carrosserie. Le conducteur pouvait régler la colonne de direction et les pédales d'embrayage/de frein/d'accélérateur.
Roy Lunn a été chargé en tant que planificateur de produit pour la construction de la voiture. Son expérience dans la conception de voitures de course et son ingénierie ont vraiment donné vie au concept. Lunn, en collaboration avec l'ingénieur de projet Herb Misch, "a conçu le châssis pour accueillir une suspension indépendante aux quatre roues, une direction à crémaillère et des freins avant à disque",,. La Mustang I était propulsée par un  moteur V4 (en) central arrière de 1,5 L, de 109 ch, de Ford Taunus P4,. Le groupe motopropulseur à traction avant des berlines Cardinal/Taunus traditionnelles de Ford Allemagne était monté directement derrière le cockpit avec le moteur et la transmission à 4 vitesses dans un boîtier commun avec un essieu et un embrayage conventionnel.
Le concepteur en chef et styliste exécutif de Ford, John Najjar, a privilégié une configuration à moteur central, refroidie par deux radiateurs séparés sur les côtés de la voiture. Najjar a également proposé le nom "Mustang" pour le concept car. En tant que passionné d'aviation, Najjar connaissait l'avions de chasse américains North American P-51 Mustang de la Seconde Guerre mondiale. Il y a vu des similitudes de conception dans le profil petit mais élégant de la nouvelle voiture de sport.
La voiture était équipée d'un pare-brise en plastique de type course et d'un arceau de sécurité intégré. D'autres caractéristiques uniques comprenaient un système de double conduite de frein, un volant télescopique et des pédales réglables. Deux versions du moteur V4 étaient disponibles, un moteur de rue de 89 ch (66 kW) et un moteur de course de 109 ch (81 kW). Les constructeurs de voitures de course Troutman-Barnes de Culver City, en Californie, ont utilisé des pièces de carrosserie en argile et en fibre de verre pour créer une carrosserie en aluminium avec des phares escamotables. Lunn et son équipe d'ingénieurs ont terminé les prototypes en seulement 100 jours. Au total, deux voitures ont été construites : une maquette détaillée en fibre de verre, mais non fonctionnelle, et une voiture entièrement fonctionnelle. La "voiture exotique qui n'a jamais été proche de devenir une voiture de série" a été achevée en août 1962.

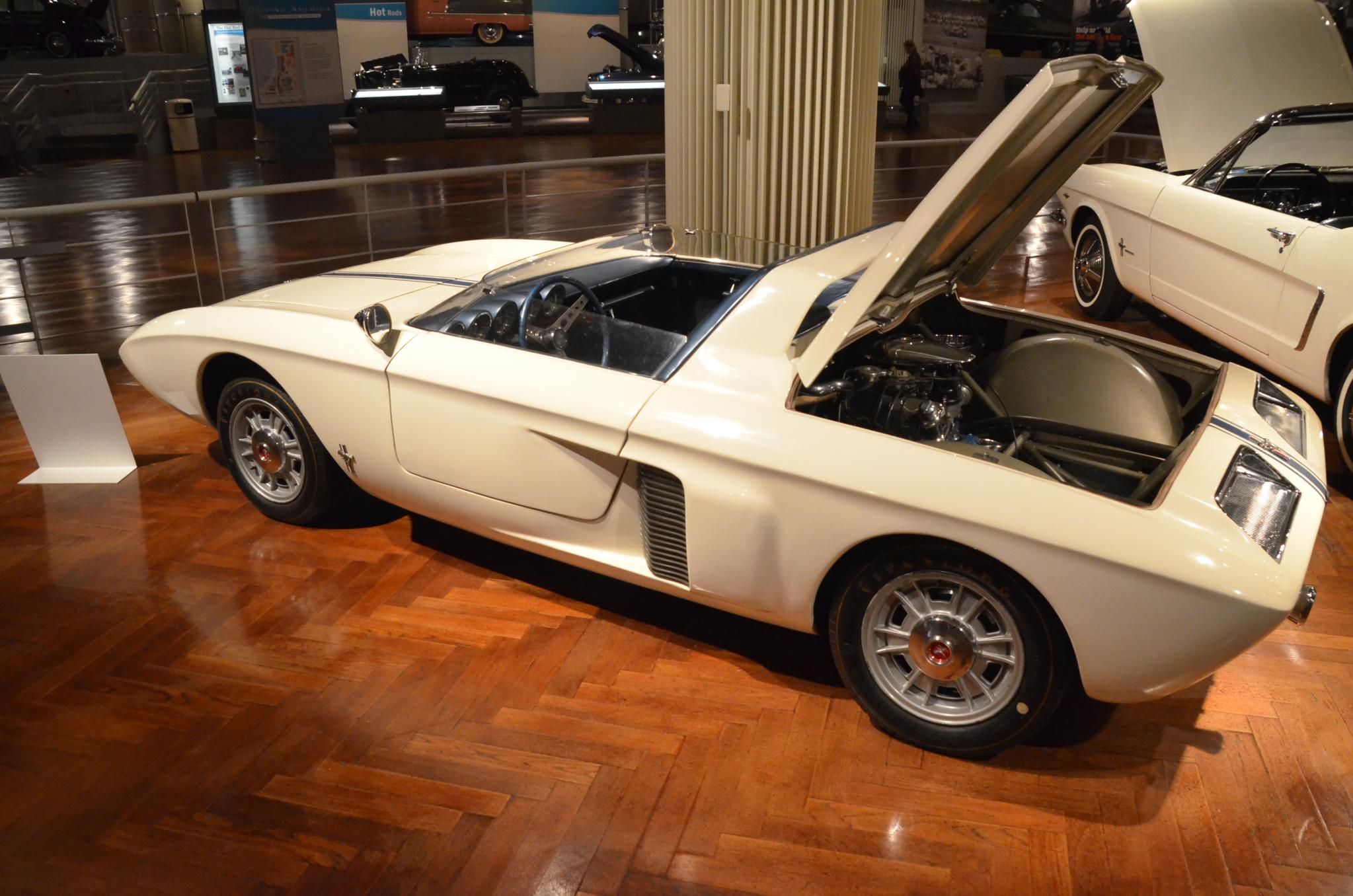
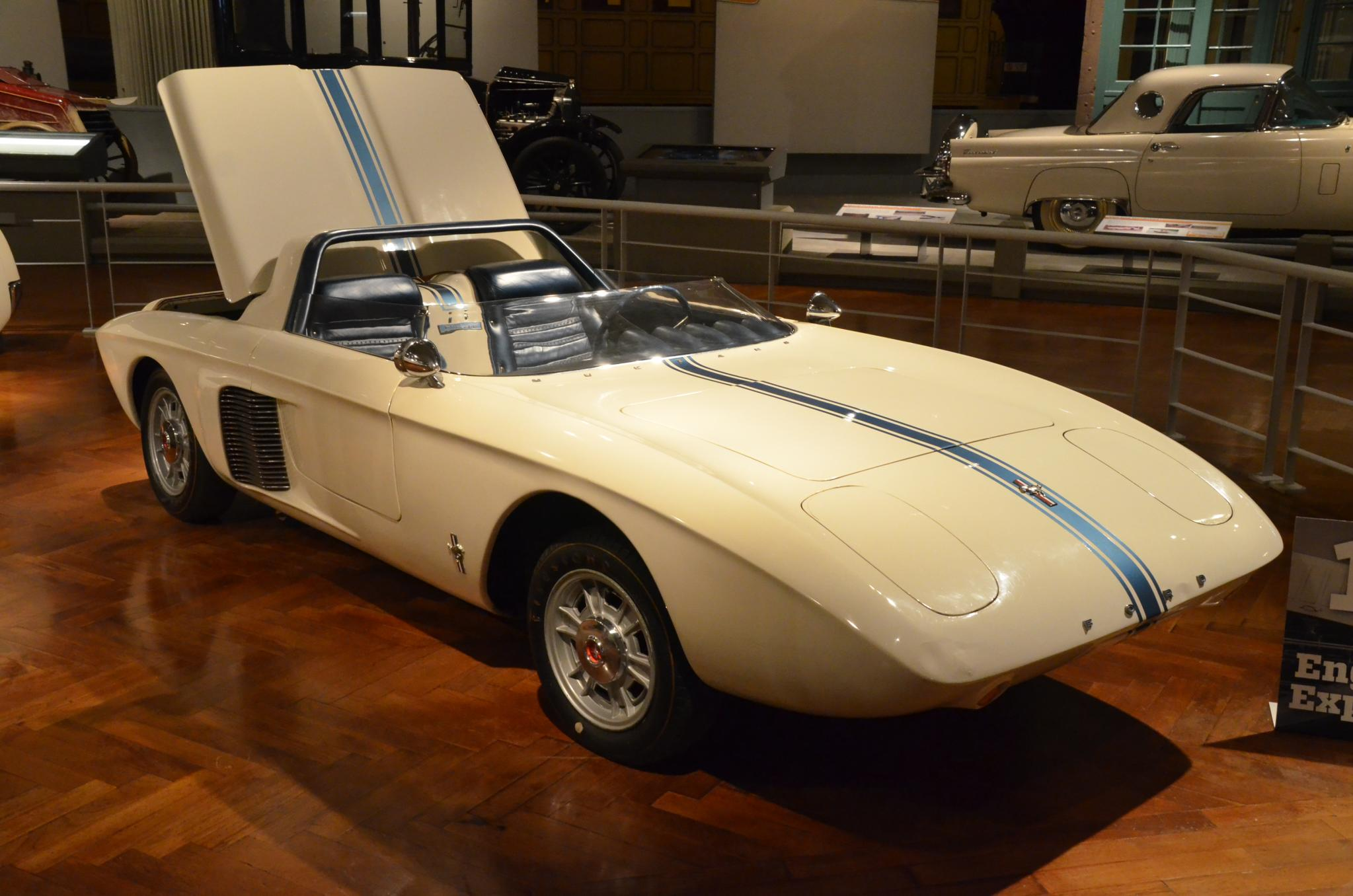

### Débuts publics
La Mustang I a été présentée le 7 octobre 1962 sur le circuit de Watkins Glen International dans l'État de New York, avec le pilote américain de Formule 1 Dan Gurney qui a parcouru la piste lors d'une démonstration du prototype. Il aurait conduit la voiture "à 120 mph... provoquant [commençant] la rumeur que l'automobile pourrait aller encore plus vite" avec des rapports de Motor Trend selon lesquels "Ford produira une voiture de sport pour rivaliser avec la Corvette", ce qui était exactement le coup publicitaire que Lee Iacocca espérait atteindre.
Au cours des deux années suivantes, les deux Mustang I sont apparues en tant que voitures d'exposition dans des salons automobiles et des événements automobiles. Le modèle attirait l'attention, "mais il était trop complexe pour une production standard". Une utilisation inhabituelle pour les voitures était de visiter les collèges en tant qu'outil marketing de Ford. Après les réactions des clients potentiels et que les groupes de discussion aient démontré que le concept original de la Mustang I avait un attrait limité pour le grand public, un tout nouveau concept car, la Mustang II, est apparu en 1963. Avec l'apparition de ce concept car Mustang II, le concept car "Mustang" original est devenu la Mustang I. Les deux voitures appartenaient au groupe Advanced Design d'Eugène Bordinat, qui a développé 13 concepts de Mustang. Le nom de code original de ce groupe de voitures était également «Allegro». L'une des voitures de ce projet de conception est en fait connue sous le nom d'Allegro.
La Mustang quatre places est maintenant connue pour être la voiture qui serait réellement produite pour la vente en utilisant la plate-forme de la Ford Falcon de première génération. Basée sur une configuration à quatre places et utilisant une configuration à moteur avant basée sur celle de la Falcon, la conception de la Mustang II était beaucoup plus conventionnelle et ce concept ressemblait beaucoup à la variante de production finale qui apparaîtrait en 1964. Le seul élément de conception qui restait de la Mustang I d'origine était les fausses persiennes qui recréaient presque les écopes de radiateur du biplace.

## Disposition finale
L'unique exemplaire restant des deux construits d'origine a été donné au musée The Henry Ford de Dearborn, de la banlieue de Détroit, dans le Michigan.